# 博洛尼亚尼·阿莫里尼·萨利纳宫

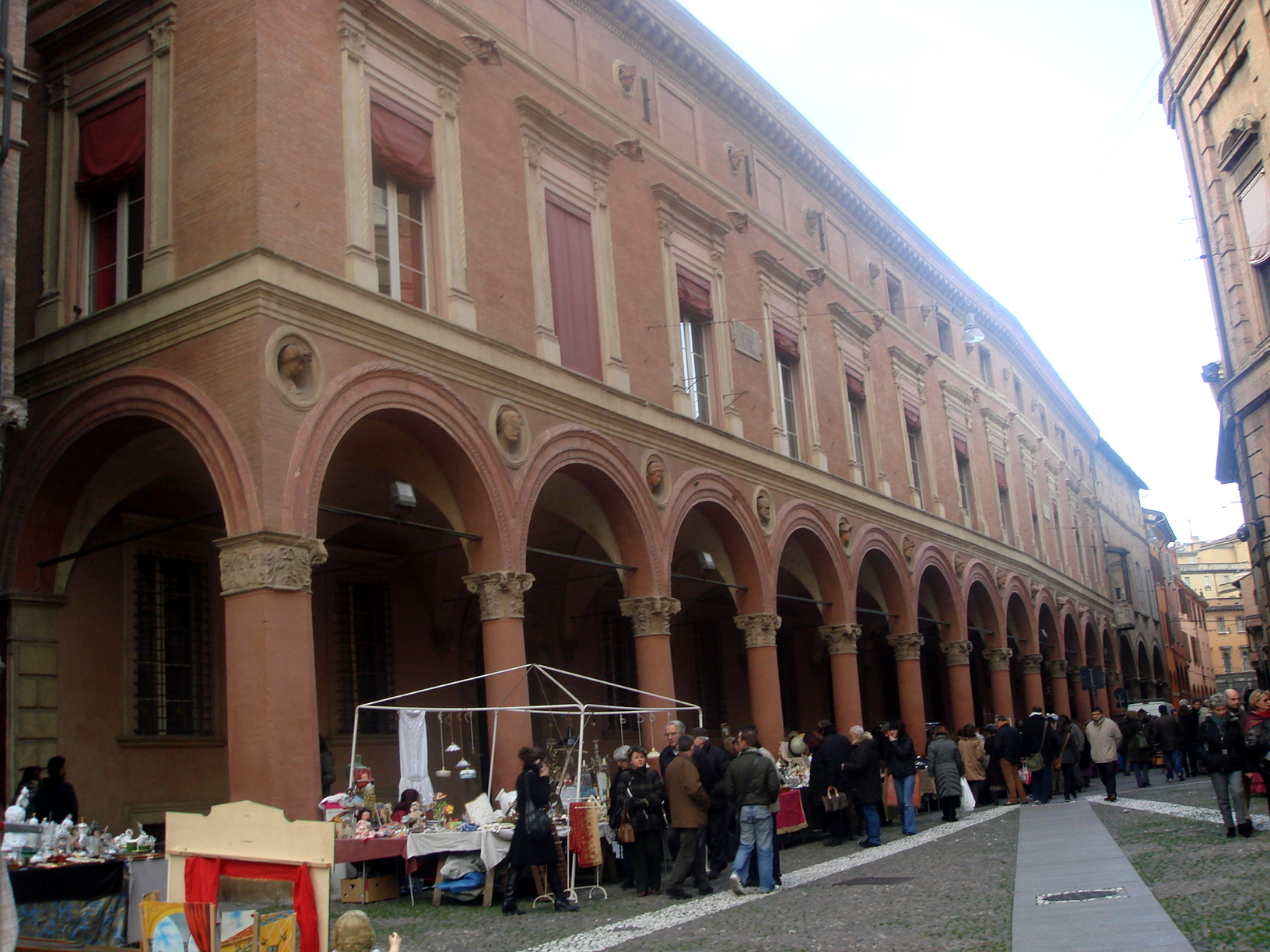
博洛尼亚尼·阿莫里尼·萨利纳宫

博洛尼亚尼·阿莫里尼·萨利纳宫（Palazzo Bolognini Amorini Salina）是一座文艺复兴建筑风格的宫殿，位于意大利艾米利亚-罗马涅大区博洛尼亚市中心的圣斯德望街（Via Santo Stefano）9-11号，面向圣斯德望广场（Piazza Santo Stefano）。这座宫殿仍然由16世纪参议员家族的后裔拥有 ，其外立面上圆形壁龛内的半身雕像颇为引人注目。

## 历史
该建筑建于1517-25年，从1551年至1602年又继续建造。其设计是由安德里亚·达·福米金；福米金和普洛佩兹阿·德罗西雕刻了门廊的柱子。由于缺少资金，建设于1602年停止，宫殿工程直到19世纪才重新开始，直到1884年才由工程师兰伯迪尼完成。
在立面的拱肩和屋顶线下方，有一系列陶瓦的随想曲半身像。文艺复兴时期的艺术家是阿方索·伦巴第和尼科莱·达·沃尔特拉。立面的右侧由朱利奥·切萨雷·康文蒂完成于19世纪。。 